# Bottesford (Leicestershire)
Bottesford – miasto w Wielkiej Brytanii, w Anglii, w regionie East Midlands, w hrabstwie Leicestershire, w dystrykcie Melton. W 2001 r. miasto to zamieszkiwało 3 000 osób.